# Coenosia flaviambulans
Coenosia flaviambulans är en tvåvingeart som beskrevs av Xue 1997. Coenosia flaviambulans ingår i släktet Coenosia och familjen husflugor. Inga underarter finns listade i Catalogue of Life.